# دوشیکو
دوشیکو (به لاتین: Dushikou) یک شهرک در جمهوری خلق چین است که در شهرستان چیچنگ واقع شده‌است. دوشیکو ۱٬۲۷۶ متر بالاتر از سطح دریا واقع شده‌است.